# Johann Martin Dömming
Johann Martin Dömming (auch: Doemming, * 30. September 1703 in Milz (Thüringen); † um 1760) war ein deutscher Komponist des Spätbarock.

## Leben
Die Ausbildungs- und Jugendzeit Dömmings liegt bislang völlig im Dunkeln. Laut Hofprotokoll vom 24. November 1731 wurde Johann Martin Dömming, bis dahin Verwaltungsangestellter der Hofverwaltung (Küchenschreiber) und Laienmusiker, mit sofortiger Wirkung zum Directore Musices der Hofkapelle des Hauses Bentheim-Tecklenburg unter dem Grafen Moritz Kasimir I. (1701–1768) ernannt. In dieser Position hatte Doemming die Aufgabe, für nur 40 Reichsthaler Jahresgehalt, „...auf die Zeit und die Stunde, wann es uns gnädigst gefällt, bey der music zu führen“ Sitze der Grafschaft waren das Schloss Hohenlimburg in der Nähe von Hagen und Schloss Rheda. Moritz Kasimir, der Jura und Kunst in den Niederlanden studiert hatte, war ein großer Musikliebhaber, der selbst Violine, Flöte und Cello spielte.
Täglich fanden in seinen Residenzen etwa einstündige Konzerte statt, für die Dömming die Musik zu komponieren oder zu besorgen hatte, im Inventar fanden sich beispielsweise zahlreiche Drucke italienischer Musik aus dem Verlagshaus Estienne Roger in Amsterdam. An den Konzerten hatte jeder, der bei Hofe ein Instrument spielen oder singen konnte, teilzunehmen.

## Musik der Hofkapelle
Bereits zu Dömmings Lebzeiten wurde ab 1750 ein zweibändiger thematischer Katalog der gräflichen Musiksammlung begonnen, dessen zweiter Teil aus Vokalwerken bestand. Der Katalog wurde im Laufe der Zeit bei verschiedenen Bränden und anderen Unwägbarkeiten zu großen Teilen zerstört.
Der Catalogus musicus wurde bis etwa 1768 mit Nachträgen versehen und stellt so das Repertoire der gräflichen Hofkapelle während der Regierungszeit ihres Gründers Moritz Kasimir I. dar. Von den ursprünglich 615 Instrumentalwerken sowie 200 Cantaten und Arien sind lediglich 245 Instrumental- und 52 Vokalwerke erhalten. Die Sammlung enthält zahlreiche Werke italienischer, französischer und anderer deutscher Komponisten, vor allem aber Werke der Berliner und Wiener Vorklassik. Zahlreich vorhanden ist konzertante Musik für Bläser mit Streicherbegleitung und Basso Continuo in einer Gesamtbesetzung von bis zu sieben Stimmen, die von der Hofkapelle ohne weitere Verstärkung aufgeführt werden konnten, zusätzliche Ausführende stammten aus den Reihen der örtlichen Kirchenmusiker.

## Werke
Die Werke Dömmings wurden in den 1960er Jahren durch Dr. Erich Thurmann gesichtet und katalogisiert. Das Kürzel „D-Rh Ms“ steht für die „Fürstlich zu Bentheim-Tecklenburgische Musikbibliothek Rheda“ im Schloss Rheda, die ihren Bestand seit den 1960er Jahren der Universitätsbibliothek Münster als Dauerleihgabe zur Verfügung stellte.
Von den bislang 91 nachgewiesenen Kompositionen Dömmings überdauerten lediglich 32 die Zeit. Die Kantate Die Jagd Ms 147, trägt mit der Jahreszahl 1755 die letzte bekannte Datumsangabe des Komponisten. Danach verliert sich jede Spur Dömmings. Die Werke Dömmings entstanden, wie auf den Titelblättern vermerkt, in den beiden Residenzen der Fürstenfamilie in Hohenlimburg und in Rheda.
Die nachfolgende Arbeit entstand mit der ausdrücklichen Genehmigung der Kanzlei des Hauses Rheda und der Unterstützung des Münsteraner Bibliotheksleiters Burkhard Rosenberger. Nachfolgend die durch den Brüsseler Musikforscher Thomas Van Wetteren überarbeiteten, handschriftlich neueditierten und nachgewiesenen Werke Dömmings. Alle Werke sind in genehmigter, in einer für nicht kommerzielle Zwecke zugelassener Version, in der Bibliothek des Königlichen Konservatoriums Brüssel, der Universitäts- und Landesbibliothek Münster – Abteilung für Handschriften und im Stadtarchiv Hagen interessierten Musikern zugänglich, sie wurden ins internationale Musikrepertorium RISM eingetragen.
- Heft 1:
  - Concerto in C-Dur für Viola, Streicher und B.c. D-Rh Ms 165 (ist in verschiedenen Verlagen erschienen).
  - Trio in F-Dur Nr. 1 für Viola, und 2 Violoncelli D-Rh Ms 174.
  - Trio in F-Dur Nr. 2 für Viola, und 2 Violoncelli D-Rh Ms 175.

- Heft 2:
  - Concerto in F-Dur für Violetta (vermutlich Violoncello piccolo, ein fünfsaitiges Bassinstrument), 2 Violen, obligatem Cello und B.c. D-Rh Ms 166.
  - Concerto in G-Dur für konzertierendem Cello und Violetta, 2 Traversflöten, 2 Violinen und B.c. D-Rh Ms 173.
  - Trio in F-Dur für Violetta und 2 Celli D-Rh Ms 176.

- Heft 3:
  - Suite in F-Dur für Violine, Streicher und B.c. D-Rh Ms 172.
  - Concerto in C-Dur für Violine, Streicher und B.c. D-Rh Ms 163.
  - Concerto in D-Dur für Violine, Streicher und B.c. D-Rh Ms 164.

- Heft 4:
  - Concerto in D-Dur für Violine, Horn, Streicher und B.c. D-Rh Ms 150.
  - Concerto in D-Dur für 2 Violinen, Streicher, Horn und B.c. D-Rh Ms 151.
  - Concerto in F-Dur für 2 Violinen, Streicher, konzertantem Horn, Streicher (ohne Viola) und B.c. D-Rh Ms 149.

- Heft 5:
  - Concerto in e-moll für Traversflöte, Streicher (ohne Viola) und B.c. D-Rh Ms 154.
  - Concerto in G-Dur für Traversflöte, Streicher (ohne Viola) und B.c. D-Rh Ms 155.
  - Concerto da camera in D-Dur für konzertante Traversflöte, Violine, Viola und B.c. D-Rh Ms 169.

- Heft 6:
  - Concerto in A-Dur für Oboe, Streicher und B.c. D-Rh Ms 158.
  - Concerto in G-Dur für Oboe d’amore, Streicher und B.c. D-Rh Ms 160.
  - Concerto da camera in A-Dur für konzertante Oboe d'Amore, Violine, Viola und B.c. D-Rh Ms 168.

- Heft 7:
  - Concerto in D-Dur für Oboe d’amore, Traversflöte, Streicher und B.c. D-Rh Ms 159.
  - Concerto in G-Dur für Oboe, Traversflöte, Streicher, Traversflöte in ripieno und B.c. D-Rh Ms 162.

- Heft 8:
  - Concerto da camera in A-Dur für Oboe d’amore, Traversflöte, Violine, Viola und B.c. D-Rh Ms 156.
  - Concerto da camera in D-Dur für Oboe d’amore, Traversflöte, Violine und B.c. D-Rh Ms 161.
  - Suite in F-Dur für Oboe, Violine, Viola, 2 Hörnern und B.c. D-Rh Ms 152.

- Heft 9:
  - Suite in G-Dur für Violono piccolo oder Viola, Traversflöte und B.c. D-Rh Ms 169.
  - Ouverture in D-Dur für 2 Violen, 2 Hörnern und B.c. D-Rh Ms 170.
  - Sinfonia in D-Dur für Streicher, 2 Hörnern und B.c. D-Rh Ms 171.

- Heft 10:
  - „Aria senza voce“ in B-Dur, für konzertante Violine, Oboe und B.c. D-Rh Ms 167.
  - Aria Von der Selbst Zufriedenheit für Bass, Streicher, 2 Hörner und B.c. D-Rh Ms 148.
  - Kantate „Ich senke mich in deine Liebe“ für Alt, 2 Traversflöten, Oboe und B.c. D-Rh Ms 145.

- Heft 11:
  - Kantate: „Habt Ihr nicht meine Gedanken gesehen“ für Bass, Oboe,  2 Hörner, Streicher und B.c. D-Rh Ms 146.
  - Kantate: „Die Jagd“ für Sopran, Alt, Tenor, Bass, Streicher (ohne Viola) und B.c. (1755) D-Rh Ms 147.